# Утыз Имяни, Габдрахим
Габдрахим Утыз-Имяни аль Булгари (наст. имя — Габдрахим Усман; тат. Габдерәхим Госман угылы Утыз-Имәни әл-Болгари; 1752—1836) — татарский поэт-суфий, учёный, религиозный деятель и просветитель. В исламском мире также известен как учёный, восстановивший утерянные фрагменты древнего Корана (т. н. Коран Усмана), который согласно преданию, принадлежал третьему правоведному халифу Усману ибн Аффану.

## Именование
Полное имя, которое приводит Риза Фахретдин в своем труде «Асар» — Габрахим ибн Усман ибн Сармаки ибн Крым. Однако сам себя он именует Габдрахим ибн Усман аль-Булгари, данное имя чаще всего встречается в его рукописях. Тахаллус Утыз Имяни указывает на населенный пункт, где родился поэт.

## Биография
Биографические сведения противоречивы.
По одной версии Габдрахим Усманов родился в 1752 году в татарской деревне Утыз Имян Чистопольского уезда Казанской губернии (ныне Черемшанского района Республики Татарстан).
Так, Г. Газиз, К. Насыри, Г. Рахим, Г. Сагди высказывали мнение, что Габдрахим Утыз Имяни родился в 1730 году, а умер в 1815 (1816) году. Согласно современной традиционной версии Габдрахим родился в 1754 году.
Отец его, Усман, умер ещё до его рождения и мать Гафифа была вынуждена вернуться в свою родную деревню Утыз-Имян, где и родился Габдрахим. Когда Габдрахиму было два-три года умирает и его мать. Мальчик воспитывается родственниками, начинает рано учиться в медресе аула у муллы Вильдана. Габдрахим достигает больших успехов в обучении и сам становится преподавателем медресе. Не останавливаясь на достигнутом он стремится получить знания в других окрестных деревнях, а затем уезжает в село Татарская Каргала Оренбургской губернии, где в то время образовался крупнейший на Южном Урале комплекс мусульманских учебных заведений. Здесь он обучается в медресе при 3-й соборной мечети у Валида ибн Мухаммада ал-Амина (Валида ибн Мухаммедамина аль-Кайбичи аваепреае ль-Каргали). Валид-ишан был шейхом суфийского братства накшбандийа-муджаддидийа, получившим инициацию у шейха Фаизхана ибн Хозырхана. Среди его известных учеников Абдуллджаббар ибн Абдуррахман ат-Тайсугани, Ахмед ибн Хасан аль-Мастаки, Губайдулла ибн Джагфар аль-Кизлеви, Джагфар ибн Имай аль-Бикмети, Кутлуахмед ибн Захид ад-Дусмати, Магаз ибн Бикмухаммед аль-Карамали, Нигматулла ибн Гуумар аль-Утари.
Описывая свою жизнь Утыз-Имяни пишет, что у него было много друзей, он имел достаток, его уважали, прислушивались к его мнению. Однако в 1785 году был на некоторое время арестован за пропаганду антиправительственной идеологии и призывы поднять оружие против иноверцев
Желание увеличить свои познания, а также возможно и преследования, привели к тому, что после окончания медресе в 1788 году Габдрахим Утыз-Имяни вместе с семьей уезжает в Бухару, которая в то была важным центром традиционного исламского образования, привлекательным для мусульман Поволжья и Урала.. Здесь он продолжает знакомиться с суфийским учением, став учеником Фаизхана ал-Кабули. Ученики шейха Фаизхана не только проходили обучение, но и служили в качестве духовных лиц, так Габдрахим служит в бухарской мечети Магок-и Аттар. Здесь же в Бухаре занимается Габдрахим и реставрацией древнего Корана, который согласно преданию, принадлежал третьему правоведному халифу Усману ибн Аффану.
После Бухары начинается период странствий по Западному и Восточному Туркестану. Габдрахим посещает и дает уроки в медресе таких городов как Акча, Туфи, Самарканд, Мазар, Шахимардан. В 1796 году посещает Афганистан — города Балх, Герат, Кабул.
В 1798 году в местечке Кауырмач у Габдрахима умирает жена Хамида. После её смерти он принимает решение вместе с детьми вернуться на родину. В 1799 году Габдрахим возвращается в Бухару, а потом направляется в родные края. По пути на родину он останавливается в деревне Мрясово в семье Лукмана Усмановича Ибрагимова. Р. Фахретдин пишет, что Габдрахим стал для Лукмана Ибрагимова приемным сыном, вместо сына, пропавшего без вести. А. З. Асфандияров уточняет эти сведения, отмечая, что документы ревизий показывают, что у Лукмана Ибрагимова не было сына по имени Абдрахим, но был родной старший брат, который к тому времени уже умер. Поэтому Лукман не мог усыновить Габдрахима, а мог лишь признать его как своего брата. С согласия Лукмана Ибрагимова Габдрахим регистрируется в государственных тетрадях как башкир — этот факт подтверждают материалы ревизий 1811, 1816 и 1834 годов. Комментируя этот факт Р. Фахретдин пишет, что Габдрахим будучи мишарем по рождению, ушел в мир иной настоящим башкиром. А. Н. Юзеев, высказывает предположение, что регистрация в качестве башкира была нужна Габдрахиму для того, чтобы облегчить жизнь своих детей, так как получив статус башкир, они могли бы претендовать на земельные наделы. Как указывает Р. Фахретдин, здесь обосновались четверо из пяти его сыновей.
Из Мрясева Габдрахим Утыз Имяни вместе с сыном Ахметзяном прибывает в родное село матери — Утыз Имян, но поселиться там ему не удается — ему отказывают, указав на то, что его отец выходец из другой деревни. Ему приходится перебраться к своим дальним родственникам в деревню Кара Чишма. Здесь Габдрахим прожил один год, а затем перебрался в деревню Исляй. Здесь он преподает в местном медресе, но вновь не задерживается надолго — через год он переселяется в деревню Сарабиккол. В медресе этой деревни Габдрахим преподает три года и именно здесь у него появляется большое количество последователей. Затем Габдрахим перебирается в деревню Куакбаш, где в 1822—1823 г. основывает собственное медресе и начинает обучение шакирдов. В конечном итоге ему удалось вернуться в родную деревню своего отца, Тимяшево, где он поселился в небольшом доме с участком, который возможно остался ему в наследство. Здесь он продолжает свою преподавательскую и литературную деятельность до самой своей смерти в 1834 году. Марджани, дает несколько другую дату смерти — 1835 год. На кладбище села Тимяшево Лениногорского района сохранилась могила Габдрахима Утыз-Имяни с надгробием. Она является объектом культурного наследия республиканского значения. В 1994 году, в связи с 240-летием со дня рождения на его могиле был воздвигнут мавзолей.
По другой версии Габдрахим родился в 1752 году. Сведения о начальном периоде жизни не расходятся с первой версией. Но по этой версии Габдрахим вместе с сыновьями остается жить в деревне Мрясово. Некоторое время Габдрахим давал уроки в Стерлибашевском медресе, пользовался его библиотекой. Однако в основном Габдрахим жил обычной крестьянской жизнью, не был ни муллой, ни учителем, хотя и имел возможность для активной творческой работы. Согласно этой версии умер в 1836 году в возрасте 84 лет.

## Научная и творческая деятельность
Сохранились около 60 произведений Габдрахима Утыз-Имяни, из них более половины относится к поэзии, а другие являются научными работами по лингвистике, философии и теологии. Габдрахим Усман обогатил поэзию такими жанрами, как газель, хикмет, марсия, баит. Составил словари-комментарии к книге Мухаммади Газали «Ихья эл-голумэд ад-дин» («Воскрешение наук о вере»), учебнику «Джами ар-румуз» («Собрание знаков») и другие.
Поэтические произведения Габдрахима объединены в подборки «Гавариф эз-заман» («Образованные люди эпохи»), «Эбъяти тюркифи-фазилати гилем» («Тюркские баиты о достоинствах
знания»), «Танзих аль-афкар фи насихат ал-ахйар» («Назидания, очищающие мысль») и другие. В своих произведениях Габдрахим Усман осуждает богачей, лукавых мулл, алчных ишанов. Особенно ярко звучат ноты протеста в одном из его мунажатов, в котором социальное зло показано в образах продажного кадия, хитрого городского главы, муфтия-соглядатая и жестокого султана. Данный мунажат стал народным и получил широкое распространение среди башкир, а фольклорист и музыковед С. Г. Рыбаков включил его в свою книгу «Башкирский мунаджат».
Знания открывают нам верный путь,
Знание пустыню в сад превратят...
В начале знание, от него свершенье,
Человек без знания обречён на блужданье...
Часть трудов Утыз Имяни были изданы в конце XIX — начале XX века. Среди них «Тухфат ал-ахбаб фи таждвид калами ар-Рабб» («Подарок любимым о правильном чтении книги Господа»), 1900 г., на арабском языке; «Рисала-и иршадия» («Трактат наставления»), 1910 г., на арабском языке и переведен на старотатарский язык имамом ал-Барака Тахиром ибн Шахахмадом; «Рисала-и мухимма» («Трактат о важном»), 1877 г., написан на старотатарском языке. Однако многие его произведения были долго известны лишь в рукописях, переписанных его учениками, или возможно, написанных им самим, и стали доступны читателю лишь после публикаций в конце XX—XXI века. Это арабоязычные сочинения Г. Утыз-Имяни богословско-правового характера: «Рисала-и ад-Дибага» («Трактат о выделке кож»); «Джавахир ал-байан» («Жемчужины разъяснений»); «Инказ ал-Халикин» («Спасение погибающих»); «Рисала-и шафакия» («Трактат о закате»); «Замм шурб аш-шай» («Порицание чаепития»); «Сайф ас-сарим» («Острый меч»). Все вышеперечисленные трактаты были написаны на арабском языке, некоторые из них содержат цитаты из источников на персидском языке, которыми пользовался Габдрахим Утыз-Имяни.
Научные произведения создавал на арабском и персидским языках, но большинство из них были написаны на литературном тюркском языке.
Относительно поэтических произведений, редактор академического издания Утыз Имяни Миркасым Усманов отмечал, что тот писал стихи на старотатарском языке. При этом в языке произведений в большом количестве присутствуют элементы староузбекского языка, а в лексике имеются вкрапления мишаризмов и русских заимствований.
Рукописи Габдрахима Усмана хранятся в отделе рукописей и текстологии Института языка, литературы и искусства АН РТ и в ОРРК НБ КГУ, Научном архиве Уфимского научного центра РАН, Национальной библиотеке имени Ахмет-Заки Валиди.

## Ситуация с Гайской межрайонной прокуратурой
В 2011 году Гайская межрайонная прокуратура (город Гай, Оренбургская область) потребовала признать экстремистским сочинение «Жемчужины разъяснений».. 9 марта 2011 Гайский городской суд Оренбургской области оставил заявление прокуратуры без рассмотрения.

## Публикации
- Габдерәхим Утыз-Имәни әл Болгари. Шигырьләр, поэмалар. Казан, 1986.
- Габдрахим Утыз-Имяни. Жемчужины разъяснений (Джавахир аль-баян). — Казань: Иман, 2003. — 64 с.
- Габдрахим Утыз-Имяни. Трактат о выделке кожи. Рисаля дибага. — Казань: Иман, 2003. — 29 с.
- Габдрахим Утыз-Имяни ал-Булгари. Избранное. Казань, 2007.
- Поэзия народов СССР IV—XVIII веков. Библиотека всемирной литературы. Серия первая. т. 55, -М.: Художественная литература, 1972. Перевод В. Журавлева